# Château d'Aubiry
Ne doit pas être confondu avec Château Aubéry.
Le château d'Aubiry est un château de style éclectique néo-baroque construit à Céret (Pyrénées-Orientales) à la fin du XIXe siècle.

## Situation
Le château d'Aubiry est situé à l'est de Céret, à proximité de la commune de Saint-Jean-Pla-de-Corts. On peut le voir sur la droite sur la route départementales D 115, en venant de Saint-Jean-Pla-de-Corts et en allant en direction de Céret.

## Histoire
L'industriel Pierre Bardou-Job ayant souhaité offrir un château à chacun de ses trois enfants, celui de Céret fut pour son fils Justin. Commandé à l'architecte danois Viggo Dorph-Petersen, installé dans la région, le château d'Aubiry est construit de 1893 à 1904. Pierre Bardou-Job ne le verra jamais puisqu'il meurt brusquement en 1892, juste avant le début de la construction.
Le cahier des charges définitif est établi par Dorph-Petersen le 16 décembre 1892.
Depuis 1973, le château d'Aubiry est la propriété de la famille De Pra, une famille d'industriels de l'Est de la France.
Alors que les caves de Céret et du Boulou ont fusionné en 2003 et que l'on n'apporte plus depuis cette époque les vendanges aux caves du château, un nouvel espace de vente pour les Vignerons du Vallespir est inauguré en face du château en 2008. Cet espace permettait la vente directe de jusqu'à 40 % de la production de cette coopérative. Cet espace est malgré tout fermé définitivement en 2017.
En janvier 2021, il est annoncé que l'édition de 2021 du festival Les Déferlantes Sud de France aura lieu autour du château. Alors que le château était en vente depuis plusieurs années, la famille De Pra annonce qu'il ne l'est plus à la suite du projet de festival. Dès fin 2021 et début 2022 des travaux de démolition et de réaménagement du parc sont engagés sans permis et de nombreux arbres sont abattus, provoquant l'inquiétude de l'Association pour la sauvegarde du patrimoine artistique et historique roussillonnais (ASPAHR),. Fin mai 2022, les propriétaires affirment effectuer des travaux et les « régularise[r] au fur et à mesure » tandis que l'ASPAHR insiste qu'il n'y a toujours aucun permis valide et que trente-cinq mètres de mur de l'enceinte du château (également protégés par l'inscription aux monuments historiques) sur le côté Est ont été détruits malgré un permis refusé par la mairie de Céret le 2 mai 2022. Devant le non-respect des procédures légales et les dommages irréversibles causés, la DRAC qualifie l'affaire de « dossier malheureux » et La Tribune de l'art de « cas d'école ». Fin juin, quelques jours avant le festival, la situation n'a toujours pas évolué.
En 2021, la mairie signe un bail emphytéotique pour une durée de dix-huit ans avec les propriétaires des lieux pour la location du parc. Des travaux sont alors engagés et prévus, la plupart au frais de la commune, concernant la pose du réseau d'eau potable, le déploiement du réseau électrique (20 221 €) et de l'éclairage (21 600 €) au sein du parc, l'installation d'un transformateur (18 140 euros € à charge d'Enedis et 27 210 € pour la commune), malgré une demande de permis refusée, et le branchement des eaux usées pour le quartier. La création d'un parking avec horodateur est également prévue. Une partie des travaux étant achevée, le parc est alors ouvert au public provisoirement du 16 avril au 31 mai 2022.
La première soirée du festival des Déferlantes sur le nouveau site, le 7 juillet 2022 au château d'Aubiry, accueille 20 000 festivaliers et se déroule sans incidents majeurs sur le site-même, à l'exception de trois piqûres sauvages à la seringue, les premières recensées dans les Pyrénées-Orientales, suivies de trois autres piqûres le samedi soir. Cependant, les difficultés d'accès au site et la gestion chaotique des parkings et des navettes pour transporter les festivaliers obligent l'organisation du festival à revoir en urgence le plan d'accès, avec la suppression des navettes, sur décision du préfet et en raison de conditions jugées trop dangereuses, et l'accès des parkings désormais situés de 15 à 60 minutes à pied du festival. En raison de la circulation compliquée, certains commerçants de Céret se plaignent d'avoir perdu jusqu'à 100.% de leur chiffre d'affaires habituel.
Le 13 janvier 2023, l'organisation annonce qu'il a été tenu compte de nombreux problèmes de l'édition 2022 parmi lesquels les difficultés d'accès au site de Céret, et que la prochaine édition du festival se déroulera à Perpignan.
De novembre 2024 à février 2025, le château accueillera pour la première fois un parc à thème autour de la culture chinoise nommé "Splendeurs de Chine", Il devrait accueillir 300 000 visiteurs.

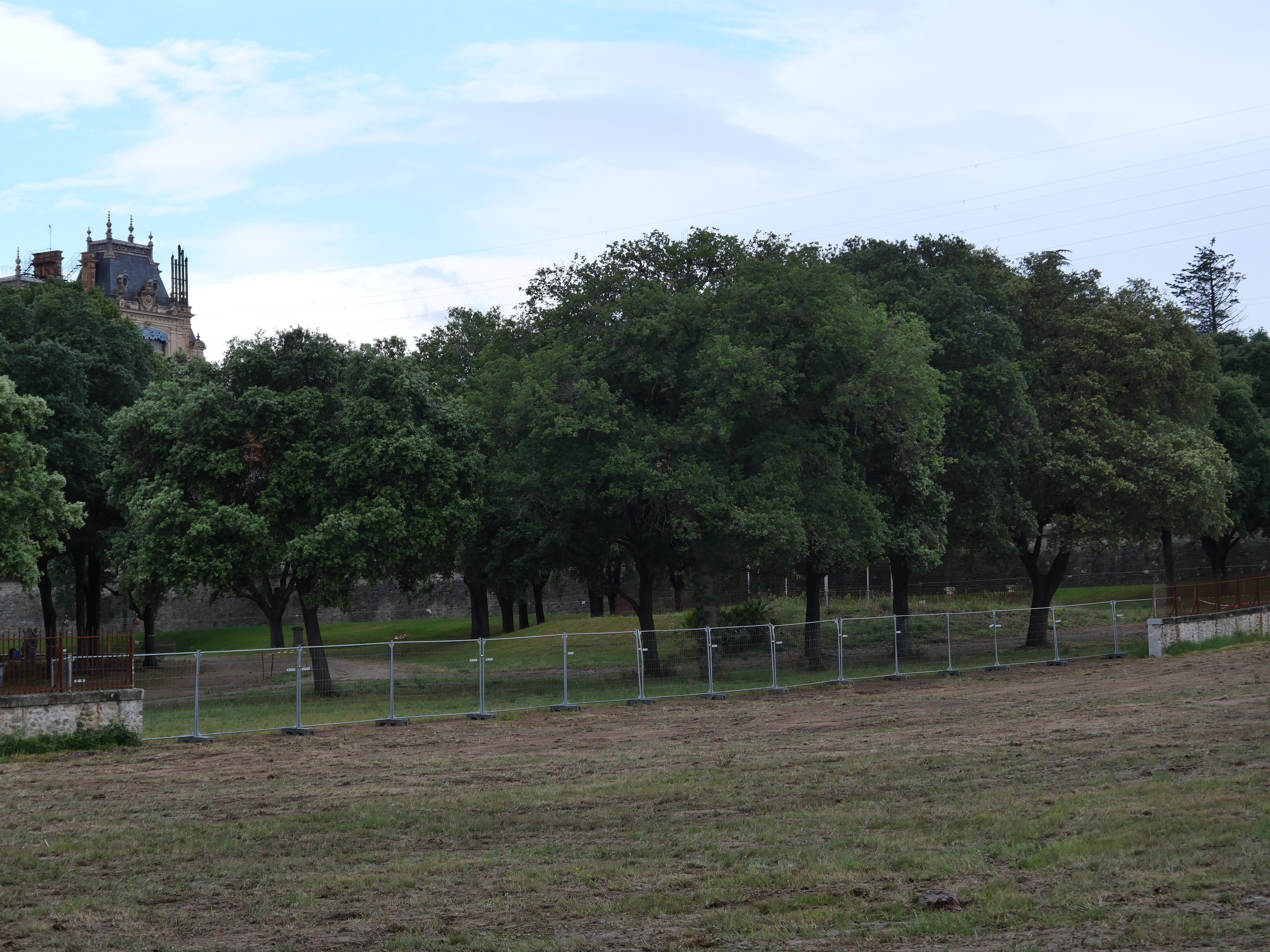
Mur d'enceinte du parc détruit en mai 2022.
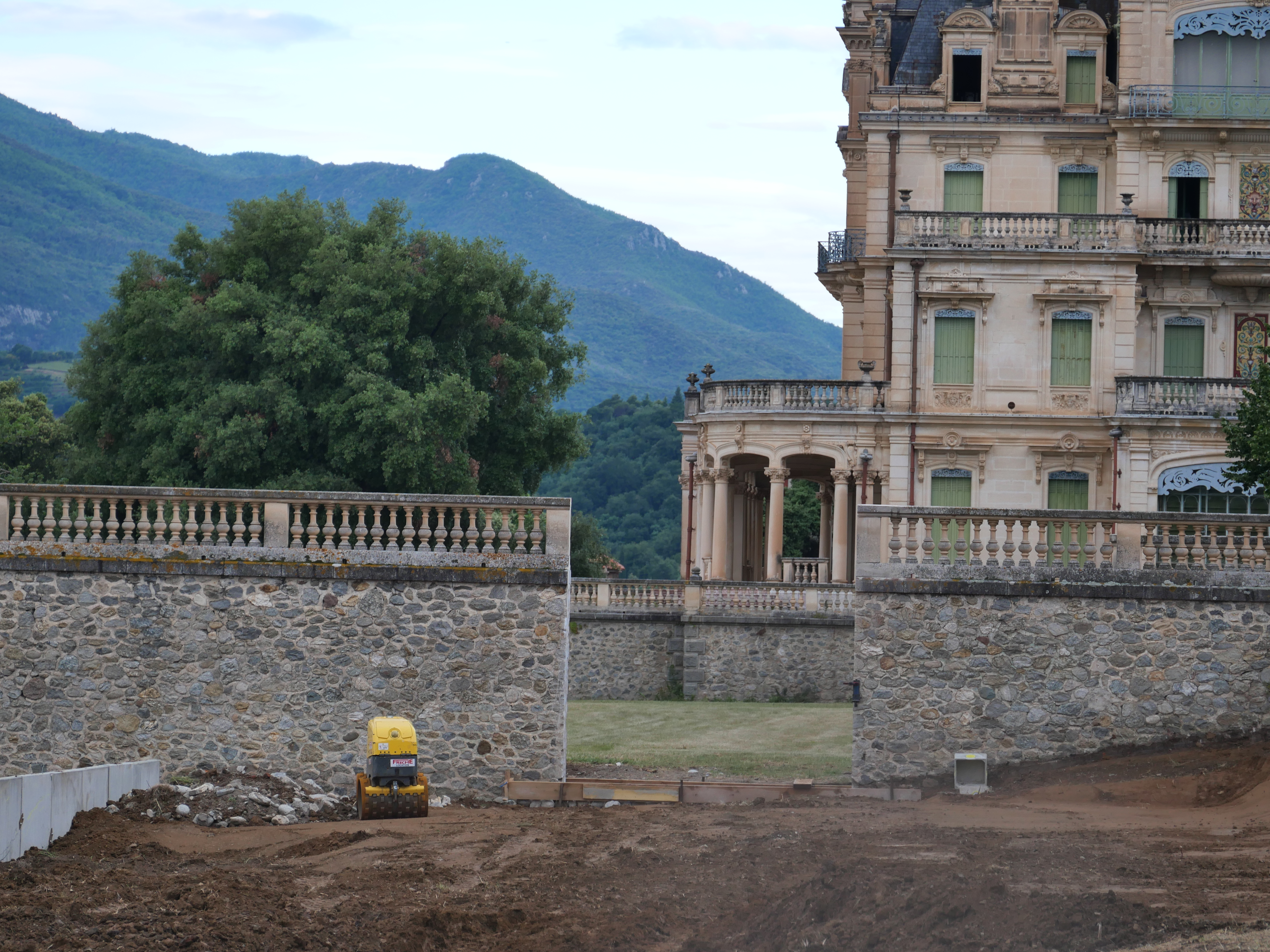
Mur de l'esplanade du château détruit en mai 2022.
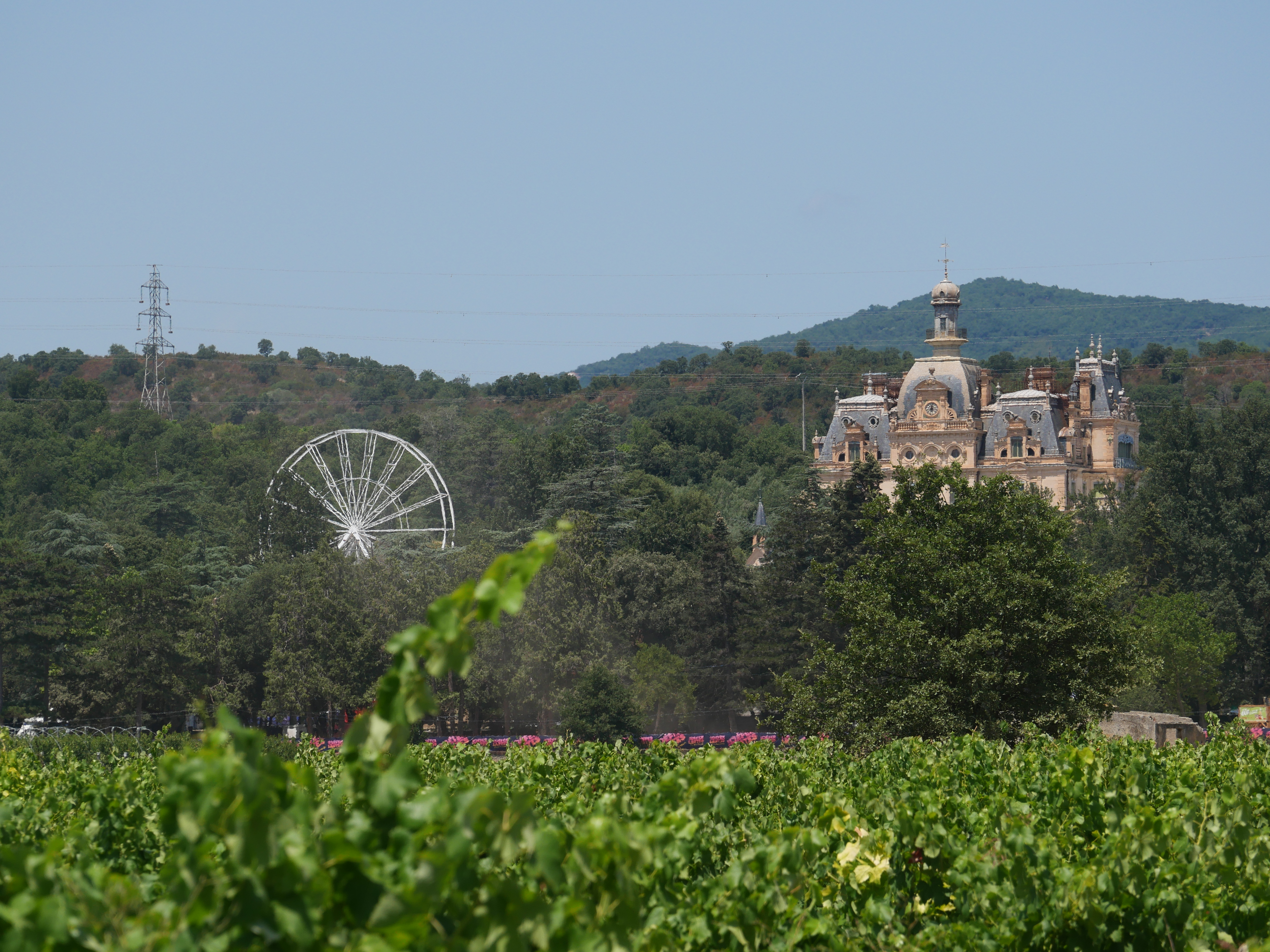
La face sud du château d'Aubiry et la grande roue installée pour le festival des Déferlantes.
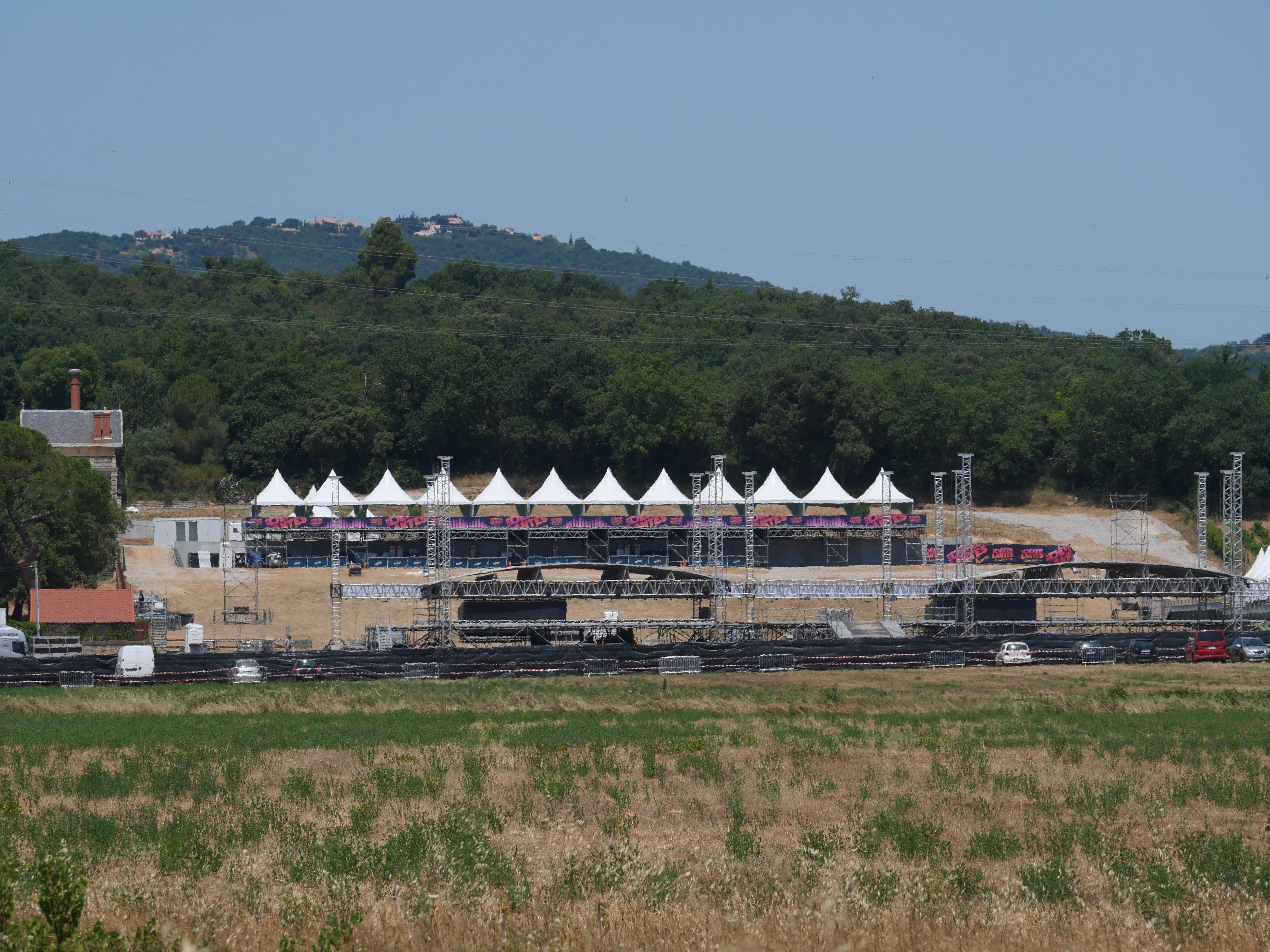
L'espace principal du festival des Déferlantes installé à côté du château d'Aubiry.

## Architecture
Situé dans un parc d'environ cinq hectares avec des jardins à l'anglaise et des serres, le château, d'une surface habitable de 2 500 mètres carrés, est abondamment décoré dans le style art nouveau.
Les serres faussement attribuées à Gustave Eiffel sont en réalité l'œuvre des Établissements Guillot-Pelletier fils et Jouffray à Orléans et sont construites en 1907.

## Protection
En totalité, le château, la chapelle, les serres, la maison du jardinier, les terrasses, le parc et la totalité du bâti situé à l'intérieur du mur de clôture du domaine (y compris ce mur, son portail d'entrée, la grande allée et la maison du gardien) , ainsi que l'oratoire Sainte-Marguerite, à l'exception des bâtiments de la cave viticole ; les façades et toitures des bâtiments de la cave viticole et des logements correspondants ainsi que l'emprise de toutes les parcelles du domaine concernées par la protection (cad. AH 12 à 14, 20 à 38, 40, 41, 43 à 46, 90, 91, la grande allée étant un chemin communal non cadastré ; AI 3) font l'objet d'une inscription au titre des monuments historiques par arrêté du 19 janvier 2006.

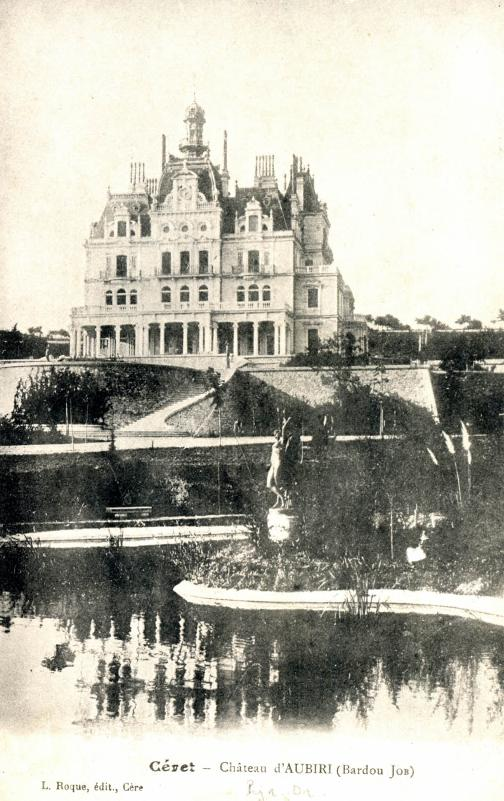
Le château d'Aubiry vers 1910.

## Lieu de tournage
- 1959 : L'Eau à la bouche de Jacques Doniol-Valcroze. Le château servit de décor à l'essentiel du film.
- 1972 : L'Ingénu de Norbert Carbonnaux. Certaines scènes ont été tournées au château d'Aubiry.
- 2024 : Le Comte de Monte-Cristo de Matthieu Delaporte et Alexandre De La Patellière. De nombreuses scènes ont été filmées en octobre 2023 au château d’Aubiry, qui constitue la résidence personnelle du comte joué par Pierre Niney.